# Катеи
Катеи (嘉禎) је јапанска ера (ненко) која је настала после Бунрјаку и пре Рјакунин ере. Временски је трајала од септембра 1235. до новембра 1238. године и припадала је Камакура периоду. Владајући монарх био је цар Шиџо.

## Важнији догађаји Катеи ере
- 1235. (Катеи 1, једанаести месец): Куџо Јорицуне се уздиже на дворској хијерархији. Сад припада другом ранку друге класе моћника.[3]
- 1236. (Катеи 2, седми месец): Јорицуне је унапређен у први ранк друге класе моћника.[3]
- 1237. (Катеи 3, осми месец): Јорицуне наређује изградњу виле у Рокухари у Мијаку (Кјото).[3]